# Trofeo Costa Brava
El Trofeo Costa Brava es un torneo de verano amistoso de fútbol jugado en España, que organiza el Girona Fútbol Club y que se  disputa en el Municipal de Montilivi (Gerona), estadio del organizador durante la segunda quincena de agosto.

El torneo celebró su primera edición en el año 1970, proclamándose el San Lorenzo de Almagro campeón.
Con el tiempo se ha ido modificando el formato de juego, jugando desde un cuadrangular, en el cual se disputaban dos semifinales y el partido final, más el encuentro por el tercer y cuarto puesto, hasta una liguilla de 3 equipos todos contra todos. Sin embargo desde 1986 el club decidió acortar la duración del torneo, disputándose a partido único.

El Trofeo Costa Brava es el segundo más antiguo de Cataluña por detrás del Gamper

El Sevilla FC se comprometió con el Girona FC para disputar la edición 36 del 2012, tras el fichaje de Hiroshi.

## Finales

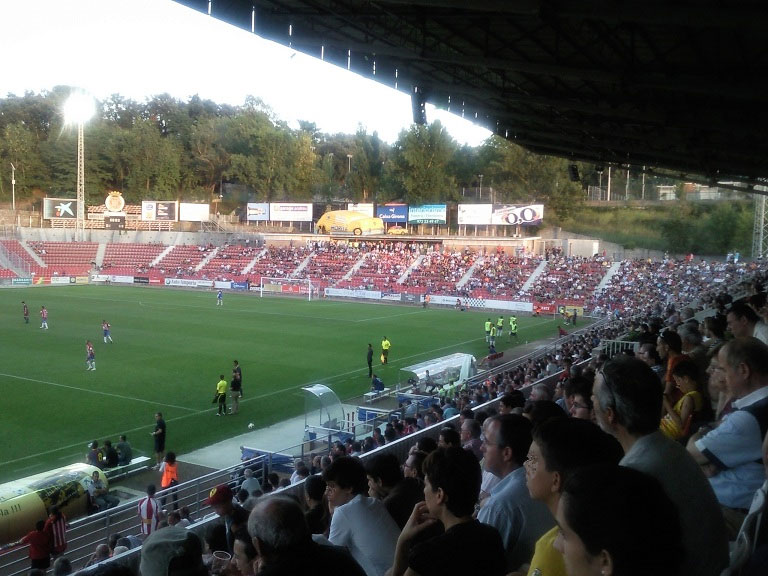
34.ª Edición del torneo

| Edición y Finales | Edición y Finales | Edición y Finales             | Edición y Finales              | Edición y Finales | Edición y Finales |
| ----------------- | ----------------- | ----------------------------- | ------------------------------ | ----------------- | ----------------- |
| Año               | Edición           | Campeón                       | Subcampeón                     | 3º clasificado    | 4º clasificado    |
| 2025              | 48a               | Girona FC (2)                 | Wolverhampton Wanderers FC (1) |                   |                   |
| 2024              | 47a               | Girona FC Genuine (0) (p.5)   | RCD Espanyol Special (0) (p.4) |                   |                   |
| 2023              | 46a               | Girona FC (2)                 | SS Lazio (1)                   |                   |                   |
| 2022              | 45a               | Girona FC (2)                 | Club Bolívar (0)               |                   |                   |
| 2021              | 44a               | Llegendes GFC (2)             | Barça Legends (0)              |                   |                   |
| 2020              |                   | No se disputó por coronavirus |                                |                   |                   |
| 2019              | 43a               | Montpellier SC (1)            | Girona FC (0)                  |                   |                   |
| 2018              | 42a               | Girona FC (4)                 | Tottenham Hotspur (1)          |                   |                   |
| 2017              | 41a               | Girona FC (1)                 | Manchester City (0)            |                   |                   |
| 2016              | 40a               | Olympique de Marsella (2)     | Girona FC (1)                  |                   |                   |
| 2015              | 39a               | Girona FC (3)                 | RCD Español (0)                |                   |                   |
| 2014              | 38a               | Girona FC (1)                 | UE Llagostera (0)              |                   |                   |
| 2013              | 37a               | RCD Español (2)               | Girona FC (0)                  |                   |                   |
| 2012              | 36a               | Sevilla FC (1)                | Girona FC (0)                  |                   |                   |
| 2011              | 35a               | Girona FC (1)                 | F. C. Barcelona "B" (0)        |                   |                   |
| 2010              | 34a               | F. C. Barcelona "B" (2)       | Girona FC (1)                  |                   |                   |
| 2009              | 33a               | RCD Español (2)               | Girona FC (1)                  |                   |                   |
| 2008              | 32a               | Real Mallorca (1) (p.5)       | Girona FC (1) (p.4)            |                   |                   |
| 2007              | 31a               | UD Almería (1) (p.3)          | Girona FC (1) (p.2)            |                   |                   |
| 2006              |                   | No se disputó                 |                                |                   |                   |
| 2005              |                   | No se disputó                 |                                |                   |                   |
| 2004              |                   | No se disputó                 |                                |                   |                   |
| 2003              |                   | No se disputó                 |                                |                   |                   |
| 2002              | 30a               | RCD Español (1)               | Sporting de Lisboa (0)         |                   |                   |
| 2001              |                   | No se disputó                 |                                |                   |                   |
| 2000              | 29a               | UE Figueres (3)               | Girona FC (0)                  |                   |                   |
| 1999              | 28a               | F. C. Barcelona "B" (3) (p.4) | Girona FC (3) (p.2)            |                   |                   |
| 1998              | 27a               | CD Banyoles (1)               | AEC Manlleu (0)                | Girona FC         |                   |
| 1997              | 26a               | Girona FC (3)                 | CD Banyoles (0)                |                   |                   |
| 1996              |                   | No se disputó                 |                                |                   |                   |
| 1995              |                   | No se disputó                 |                                |                   |                   |
| 1994              | 25a               | UE Lleida (1)                 | Girona FC (0)                  |                   |                   |
| 1993              | 24a               | Girona FC (3)                 | Sel. Olímpica Húngara (2)      |                   |                   |
| 1992              | 23a               | Girona FC (4)                 | CSKA Moscú (2)                 |                   |                   |
| 1991              | 22a               | Girona FC (2)                 | UE Figueres (2)                |                   |                   |
| 1990              | 21a               | Girona FC (2)                 | UE Figueres (1)                |                   |                   |
| 1989              | 20a               | UE Figueres (3)               | Girona FC (0)                  |                   |                   |
| 1988              | 19a               | Palamós CF (4)                | Girona FC (1)                  |                   |                   |
| 1987              | 18a               | Girona FC (2)                 | UE Figueres (1)                |                   |                   |
| 1986              | 17a               | UE Figueres (4)               | Girona FC (0)                  |                   |                   |
| 1985              | 16a               | F. C. Barcelona "B" (2)       | Girona FC (2)                  | CD Banyoles       | CE L'Hospitalet   |
| 1984              | 15a               | Girona FC (1)                 | CD Banyoles (0)                | CF Badalona       | Andorra CF        |
| 1983              | 14a               | CD Banyoles (4)               | Girona FC (4)                  | CF Lloret         | Palamós CF        |
| 1982              | 13a               | UE Olot (0)                   | Girona FC (0)                  | Real Zaragoza     | CE Farnérs        |
| 1981              | 12a               | UE Olot (3)                   | UE Figueres (0)                | Girona FC         | CF Lloret         |
| 1980              | 11a               | Real Sociedad (2)             | Girona FC (1)                  |                   |                   |
| 1979              | 10a               | AZ'67 (2)                     | Girona FC (0)                  | Granada CF        |                   |
| 1978              | 9a                | F. C. Barcelona (1)           | Real Betis (0)                 | Girona FC         |                   |
| 1977              | 8a                | CA Osasuna (1)                | Girona FC (0)                  | UE Figueres       | Palamós CF        |
| 1976              | 7a                | Elche CF (2)                  | Girona FC (1)                  |                   |                   |
| 1975              | 6a                | Girona FC (1)                 | UE Figueres (0)                | AD Guixols        | CF Lloret         |
| 1974              | 5a                | Girona FC (3)                 | UE Olot (0)                    | Palamós CF        | UE Figueres       |
| 1973              | 4a                | VfB Stuttgart (3)             | Girona FC (3)                  | Fulham FC         | UE Sant Andreu    |
| 1972              | 3a                | F. C. Barcelona (3)           | Nîmes Olympique (0)            | Schalke 04        | Girona FC         |
| 1971              | 2a                | Granada CF (2)                | RCD Español (0)                | Girona FC         | Córdoba CF        |
| 1970              | 1a                | San Lorenzo de Almagro (5)    | Borussia Neunkirchen (0)       | RCD Español       | Valencia CF       |

## Palmarés
| Ranking Costa Brava    | Ranking Costa Brava |
| Equipo                 | Títulos             |
| ---------------------- | ------------------- |
| Girona FC              | 17                  |
| UE Figueres            | 3                   |
| RCD Español            | 3                   |
| F. C. Barcelona "B"    | 2                   |
| UE Olot                | 2                   |
| F. C. Barcelona        | 2                   |
| CD Banyoles            | 2                   |
| San Lorenzo de Almagro | 1                   |
| Granada CF             | 1                   |
| VfB Stuttgart          | 1                   |
| Elche CF               | 1                   |
| CA Osasuna             | 1                   |
| AZ'67                  | 1                   |
| Real Sociedad          | 1                   |
| Palamós CF             | 1                   |
| UE Lleida              | 1                   |
| UD Almería             | 1                   |
| Real Mallorca          | 1                   |
| Sevilla FC             | 1                   |
| Olympique de Marsella  | 1                   |
| Montpellier SC         | 1                   |
| Llegendes GFC          | 1                   |
| Girona FC Genuine      | 1                   |

## Curiosidades
- En la 32a edición del torneo 2008, este se disputó en el estadio municipal de Palamós, ya que el Municipal de Montilivi se encontraba en obras debido a las exigencia de la LFP, para acondicionarlo a la segunda división.
- En la 36a edición del torneo 2012, el partido es restrasmitido para 40 países del mundo[5] (Arabia Saudí, Argelia, Baréin, Bélgica, Belice, Chad, Costa Rica, Egipto, El Salvador, Emiratos Árabes, Guatemala, Haití, Honduras, Irán, Irak, Israel, Jordania, Kuwait, Líbano, Libia, Marruecos, Mauritania, México, Nicaragua, Omán, Palestina, Panamá, Catar, República Dominicana, Siria, Somalia, Sudán, Túnez, Yemen y Yibuti).
- En la 44a edición del torneo 2021, debido al COVID-19 no se disputó el torneo como es habitual en verano, pero se decidió que el 16/01/2022 se disputará un partido de leyendas (veteranos) del Girona y del Barça en ayuda a los que luchan contra la ELA.[6]
- En la 45a edición del torneo 2022, este se disputó en el estadio municipal de Palamós, ya que el Municipal de Montilivi se encontraba en obras para la ampliación de gradas supletorias para albergar más público para jugar en Primera división, el partido finalizó en el minuto 70 después de un apagón pronlongado y viendo que la avería iba para largo, los dos equipos y el árbitro deciden dar el encuentro por finalizado.